# Umamah bint Zainab
Umamah bint Abu al-'As bin al-Rabi' (en arabe :أُمَامَة بِنْت أَبُو ٱلْعَاص بِن ٱلرَّبِيع) est la petite-fille du prophète de l'islam Mahomet. Elle est comptée au nombre des compagnons de Mahomet, les sahaba.

## Biographie
Umamah bint Zainab est la fille d'Abu al-As ibn al-Rabi' (en) et de la fille ainée de Mahomet, Zaynab,. Elle est la sœur d'Ali ibn Zainab.
Lorsqu'elle était enfant, Mahomet avait pour habitude de la porter sur ses épaules lorsqu'il priait. Il la positionnait vers le bas pour se prosterner, puis la relevait. Mahomet promit une fois d'offrir un collier en onyx à « celle qu'il aime le plus ». Ses femmes pensèrent qu'il le donnerait à Aïcha, mais il le présenta à Umamah. À une autre occasion, il lui donna un anneau en or qui venait du roi d'Aksoum Ashama ibn Abjar.
Quelque temps après la mort de Fatima en 632, Umamah épouse Ali,. Ils ont un fils, Mohammed, mort jeune.
Lorsqu'Ali est assassiné par les kharidjites en 661, son ancien rival Muʿawiya Ier, devenu calife, demande Umamah en mariage. Elle consulte pour cette occasion al-Mughira ibn Nawfal ibn al-Harith, qui lui répond qu'elle ne devrait pas se marier avec « le fils de la mangeuse de foie », Hind bint 'Utba, et lui propose de l'épouser. Ils ont un fils, Yahya. Elle accompagne son mari en exil à al-Safri. Elle y meurt en 670.